# Bäckmorån
Bäckmorån är ett vänsterbiflöde till Nianån i Hälsingland. Längd ca 10 km, flodområde knappt 30 km². Rinner upp i Redsjösjön och kallas från början Pockeboån. Efter att ha passerat Ljustjärnen strömmar ån ganska brant ner mot Bäckmora och Nickora, där den strax efter Nickorssjön mynnar i Nianån. Där kallas den även Holm(s)bäcken.